# Challenger Tractor

Challenger Tractor logo

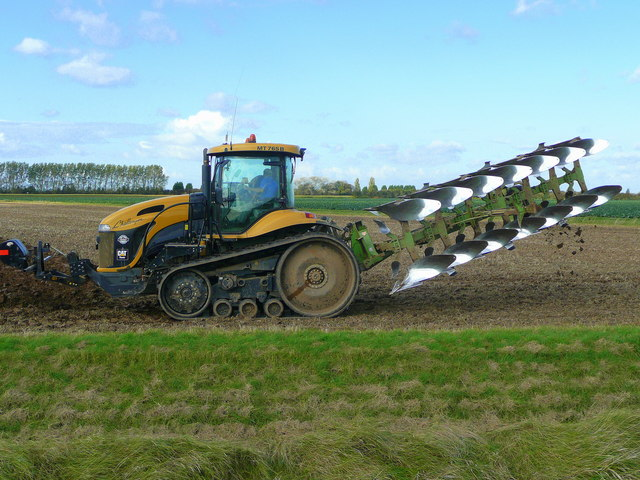
Un tractor Challenger MT765B

Challenger este o marcă de tractoare agricole, creată de Caterpillar Inc. în 1986 și vândută AGCO în 2002.
Modelul original a fost Challenger 65, cu sistemul Mobile-Trac (MTS), format din șinele de cauciuc și un sistem de suspensie. Deși a fost comercializat ca primul tractor agricol din lume pe cauciuc, compania est-germană VEB Traktorenwerk Schönebeck a produs un tractor pe șenile (ZT 300 GB) din 1983. MTS a combinat flotarea și tracțiunea șinelor de oțel cu versatilitatea cauciucurilor din cauciuc. Utilizarea șenilelor a oferit mașinilor performanță tractivă crescută în comparație cu tractoarele tradiționale cu tracțiune cu patru roți echipate cu anvelope. Challenger 65 a început ca o mașină 270CP brută folosită în principal pentru prelucrarea solului greu.

## Legături externe
- Challenger models by year (on Tractordata)
- Challenger AG USA Arhivat în 13 mai 2015, la Wayback Machine.
- AGCO Corporation